# Гоголішвілі Мамія Олексійович
Мамія Олексійович Гоголішвілі (1912, село Бобокваті Батумської області, тепер Кобулетський муніципалітет, Аджарія, Грузія — ?) — грузинський радянський державний діяч, голова Ради міністрів Аджарської АРСР. Член ЦК Комуністичної партії Грузії. Депутат Верховної ради Грузинської РСР. Депутат Верховної Ради СРСР 3-го скликання.

## Життєпис
Народився в бідній селянській родині. У 1928 році вступив до комсомолу. Закінчив Закавказький лісогосподарський технікум.
У 1933—1934 роках — в Аджаристанській обласній раді профспілок.
У 1934—1938 роках — студент Тбіліського сільськогосподарського інституту імені Берії.
У листопаді 1937 — 1938 року — керуючий тресту радгоспів Народного комісаріату землеробства Аджарської АРСР.
У 1938 — жовтні 1944 року — народний комісар землеробства Аджарської АРСР.
Член ВКП(б) з 1939 року.
У жовтні 1944 — березні 1946 року — начальник плодоовочевого управління Народного комісаріату землеробства Грузинської РСР.
У березні 1946 — жовтні 1947 року — заступник завідувача сільськогосподарського відділу ЦК КП(б) Грузії.
У жовтні 1947 — 1953 року — голова Ради міністрів Аджарської АРСР.
Подальша доля невідома.

## Нагороди
- орден Трудового Червоного Прапора
- орден «Знак Пошани»
- медаль «За оборону Кавказу»
- медаль «За доблесну працю у Великій Вітчизняній війні 1941—1945 рр.»
- медалі